# U-283
Unterseeboot 283 foi um submarino alemão do Tipo VIIC, pertencente a Kriegsmarine que atuou durante a Segunda Guerra Mundial.

## Comandantes
| Comandante                 | Data                                           |
| -------------------------- | ---------------------------------------------- |
| Oblt. Heinz-Günther Scholz | 31 de março de 1943 - 15 de agosto de 1943     |
| Oblt. Günter Ney           | 16 de agosto de 1943 - 11 de fevereiro de 1944 |

## Subordinação
Durante o seu tempo de serviço, esteve subordinado às seguintes flotilhas:
| Período                                          | Flotilha                                  |
| ------------------------------------------------ | ----------------------------------------- |
| 31 de março de 1943 - 31 de janeiro de 1944      | 8. Unterseebootsflottille (treinamento)   |
| 1 de fevereiro de 1944 - 11 de fevereiro de 1944 | 9. Unterseebootsflottille (serviço ativo) |

## Operações conjuntas de ataque
O U-283 participou das seguinte operações de ataque combinado durante a sua carreira:
- Rudeltaktik Stürmer (27 de janeiro de 1944 - 3 de fevereiro de 1944)
- Rudeltaktik Igel 1 (3 de fevereiro de 1944 - 11 de fevereiro de 1944)